# Sandrine Kiberlain
Sandrine Kiberlain (Boulogne-Billancourt, 25 de fevereiro de 1968) é uma atriz e cantora francesa.

## Filmografia

### Cinema
- 1986 : Cours privé
- 1986 : On a volé Charlie Spencer !
- 1990 : Milena
- 1990 : Cyrano de Bergerac
- 1991 : Des filles et des chiens
- 1992 : Sexes faibles
- 1992 : Emma Zunz
- 1992 : L'Inconnu dans la maison
- 1992 : L'Instinct de l'ange
- 1992 : Comment font les gens
- 1992 : Les Gens normaux n'ont rien d'exceptionnel
- 1993 : Les Patriotes
- 1993 : L'Irrésolu
- 1994 : Tom est tout seul
- 1995 : En avoir (ou pas)
- 1995 : Beaumarchais, l'insolent
- 1995 : Un héros très discret
- 1996 : Quadrille
- 1996 : L'Appartement
- 1997 : Le Septième ciel
- 1997 : À vendre
- 1998 : Rien sur Robert
- 1999 : Love Me
- 1999 : La Fausse suivante
- 2000 : Tout va bien, on s'en va
- 2001 : Betty Fisher et autres histoires
- 2001 : C'est le bouquet!
- 2002 : Sole Sisters (Filles uniques)
- 2002 : Après vous
- 2004 : Un petit jeu sans conséquence
- 2007 : Très bien, merci
- 2007 : La Vie d'artiste
- 2009 : Romaine par moins 30
- 2009 : Le Petit Nicolas
- 2009 : Mademoiselle Chambon
- 2011: Les femmes du 6e étage
- 2014 : Aimer, Boire et Chanter
- 2014 : Viollete

### Televisão
- 1989 : Les Compagnons de l'aventure
- 1990 : Marat
- 1992 : Emma Zunz
- 2001 : Salut sex !

### Teatro
- 1989 : Ivanov, de Anton Tchekhov, direção de Pierre Romans, Théâtre des Amandiers
- 1990 : Come tu mi vuoi (Comme tu me veux), de Luigi Pirandello, direção de Maurice Attias, Théâtre de la Madeleine
- 1993 : A Megera Domada (La Mégère apprivoisée), de William Shakespeare, direção de Jérôme Savary, Théâtre de Chaillot
- 1995 : Le Roman de Lulu, de David Decca, direção de Didier Long, Petit Théâtre de Paris

### Discografia
- 2005 : Manquait plus qu’ça
- 2007 : Coupés bien net et bien carré
- 2007 : La chanteuse (single)